# 安堵町歴史民俗資料館
安堵町歴史民俗資料館（あんどちょうれきしみんぞくしりょうかん）は奈良県生駒郡安堵町にある博物館。

## 概要
江戸時代から代々、村の庄屋を務めた今村氏の旧邸宅「今村邸」を展示施設として改修し、安堵町の歴史や伝統、民俗資料を展示・伝承する場として1993年（平成5年）10月に開設された施設である。
今村氏に関する資料や、町の伝統産業である灯芯引きに関する民俗資料を常設展示により公開するとともに、テーマごとに期間を設けて特別展示を行う。また、灯芯引きなどの各種体験会も多数開催されている。

## 主な展示品
- 安堵町関係古文書資料
- 安堵町伝統産業「灯芯」関係資料
- 江戸時代中期からの安堵町域の民俗資料
- 今村氏関連資料
- 天理軽便鉄道車輌復元模型

## 主な催し
- 各種実演・体験講座（灯芯引き、民具等）
- 初釜茶会（1月）
- 天理軽便鉄道模型運転会（2月11日）

## 建物・施設
- 本館（旧今村邸母屋）

明治20年に改装。大和民家様式の和風建築。木造2階建て。幕末に尊攘派として大和において天誅組らを支援した今村文吾、1887年（明治20年）に大阪府より奈良県を独立・再設置に導いた運動家の今村勤三や大阪帝国大学第5代総長・文化功労者、今村荒男らの生家。平成3年寄贈。館内は各種展示室となっており、6畳の茶室も利用可（有料）。
- 米蔵 - 江戸時代後期造。
- 表門 - 弘化4年（1847年）造。東側は事務室。
- 茶室（表門西） - 弘化4年（1847年）造。4畳半。利用可（有料）。
- 庭園 - しだれ桜（勤三桜）、今村勤三翁顕彰碑。

## 利用情報
- 開館期間 - 9:00〜17:00（最終入館16:00）
- 休館日 - 火曜日（火曜日が祝祭日の際は開館し、直近の平日に振替休館）、年末年始（12月27〜1月5日）
- 所在地 - 〒639-1061 奈良県生駒郡安堵町東安堵1322番地

## 交通アクセス
- 大和路線 法隆寺駅から奈良交通バス「かしの木台」行きで8分、「東安堵」下車  徒歩3分
- 西名阪自動車道　法隆寺インターチェンジより北東3km、10分。無料駐車場（10台）あり。

## 周辺情報
- 富本憲吉記念館
- 中家住宅 - 重要文化財
- 法隆寺
- 吉田寺 (奈良県斑鳩町)